# Слейк-Евейк
Слейк-Евейк (нід. Slijk-Ewijk) — село в нідерландській провінції Гелдерланд. Входить до муніципалітету Овербетюве.
Його площа становить 8,19км², а населення станом на 2021 рік складало 490 осіб.
Перша згадка про населений пункт датується 1573 роком.

## Галерея

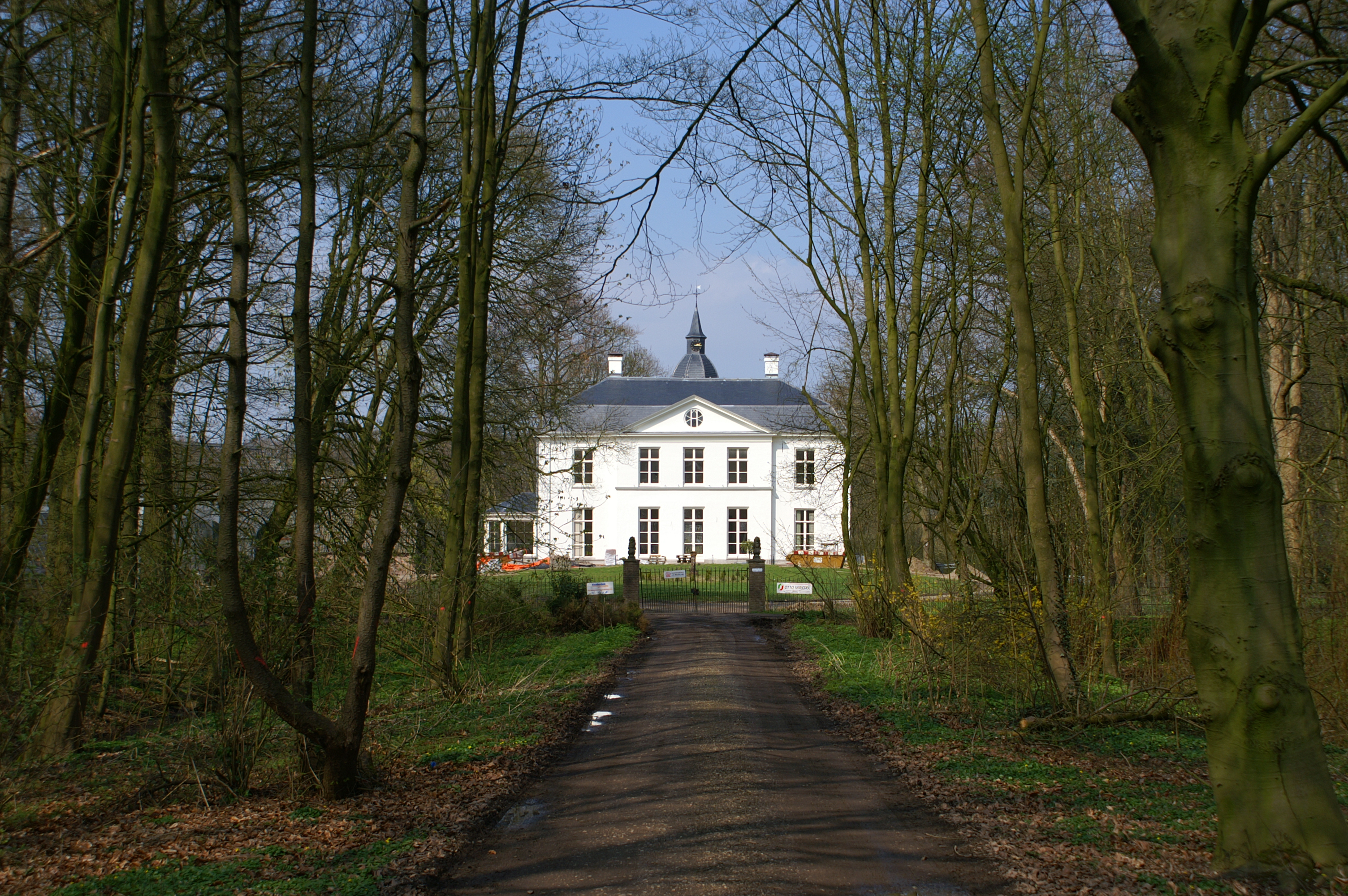
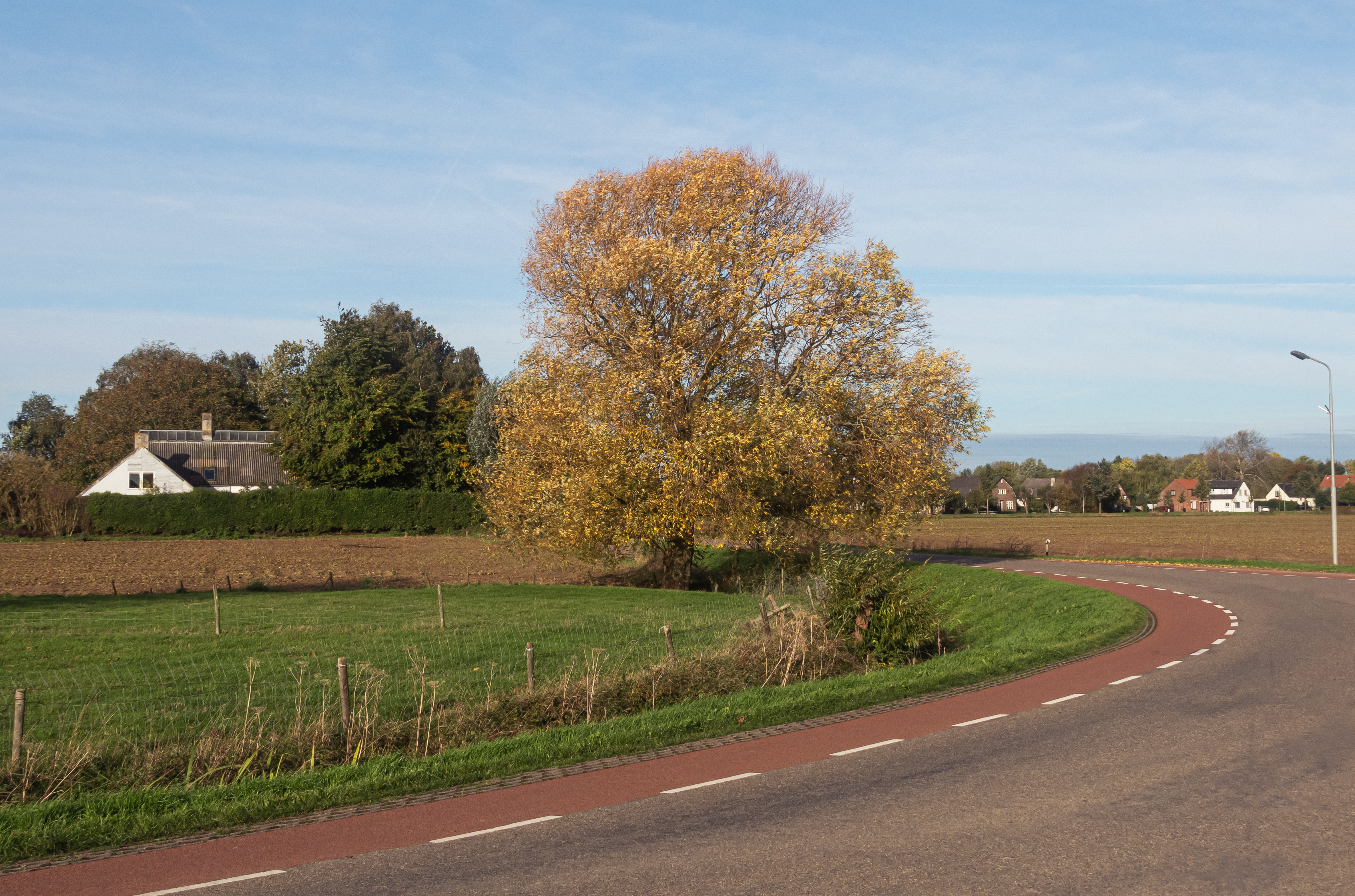